# Slaget vid Varna
Slaget vid Varna, även kallat korståget vid Varna eller det antiturkiska korståget, var ett av de största slagen under 1400-talet och ett av de mest lyckosamma för osmanerna. I detta slag besegrade Osmanska riket under sultan Murad II de polsk-ungerska kristna arméerna. 

## Slaget
Varna ligger vid Svarta havet, i östra Bulgarien. De kristna var underlägsna i antal, men hade under stora delarna av korståget varit på offensiven. När de mötte den överlägsna turkiska armén, hade de blivit lovade understöd av staden Venedig och Konstantinopel och det romerska riket. Den kristna armén bestod till stor del av legoknektar. De hade bl.a. 300 tjeckiska skyttar, men mycket lite annat infanteri. Dock då hade de fått bombarder och vagnborgar/laager. Den kristna armén stod grupperad för försvar av staden, norr om staden och floden. Först att anfalla var turkarna som med sitt lätta kavalleri gick emot kroaterna. De centralt placerade skyttarna och bombarderna tilltygade dem dock stora förluster, varför de fick fly. De kristna följde efter. Under tiden gick den kristna härens nu centralt placerade kavalleri till anfall. Deras anfall var lyckosamt och den turkiska hären började retirera sakta. När den turkiske befälhavaren såg detta, gjorde han sig beredd att fly. Polska ryttare försökte omringa honom, men kom istället att i sin tur bli omringade och nedgjorda. Rivaliteten mellan polackerna och ungrarna förhindrade dock att de kunde fortsätta. Därmed var den kristna anfallskraften bruten. De kvarvarande kunde bara se på när hela den osmanska armén anföll i oordning. De tvangs fly. Oordnade som de var lyckades inte turkarna använda sin seger.

## Efterverkningar
Nederlaget för de kristna medförde stora problem för européerna och skräcken för turkarna började växa och spridas genom Europa.[källa behövs] Slaget inledde också utvecklingen som ledde fram till Konstantinopels fall. Vladislav III:s ("Władysław III") död ledde till att tronen gavs till Ladislaus V av Böhmen och Ungern. 
I Bulgarien byggdes år 1960 ett museum, där vapen och rustningar av olika slag och från olika europeiska länder uppvisas. En boulevard blev även uppkallad efter Vladislav III och en annan gata intill har fått namnet Hunyadi. 
Vladislav III har en grav i katedralen vid Wawelslottet i Kraków i Polen, men graven är bara symbolisk. Vladislavs huvudlösa kropp hittades aldrig. Det finns dock en legend som talar om att hans kropp låg begravd i en ortodox kyrka i Varna, som revs år 1902.